# Liste des voies du 3e arrondissement de Paris
Cet article donne une liste des voies du 3e arrondissement de Paris, en France.

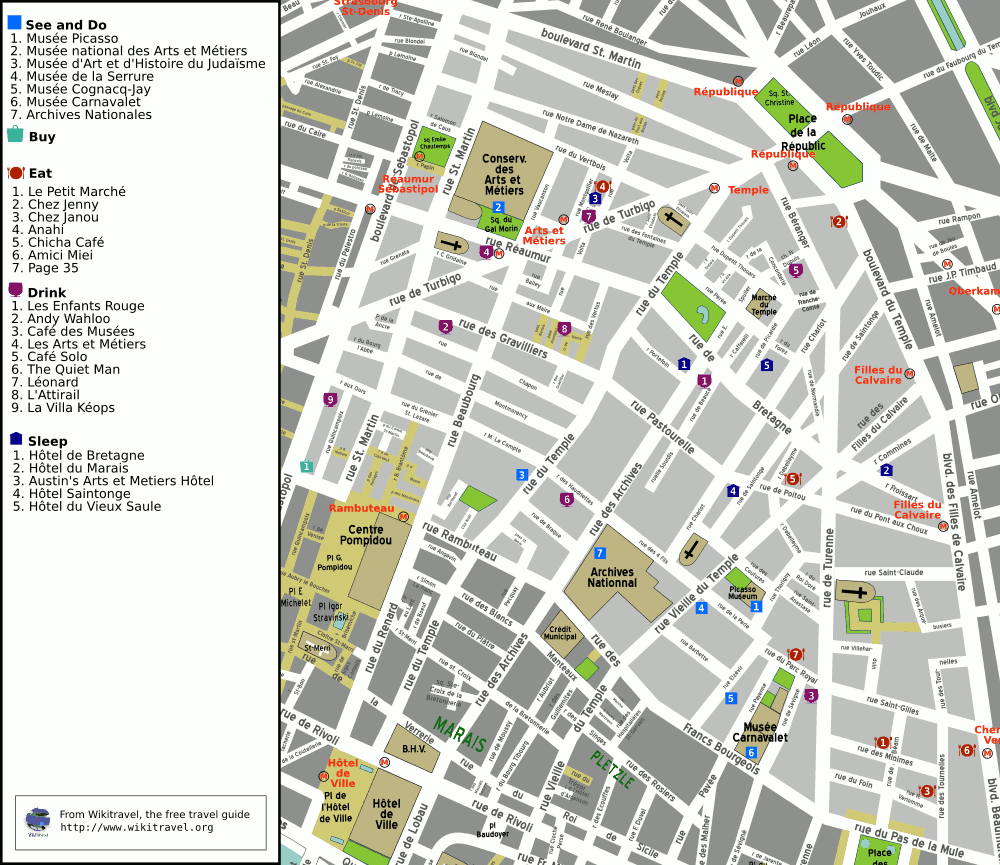
Plan du 3e arrondissement de Paris.

## Liste

### A
- Haut – A
- B
- C
- D
- E
- F
- G
- H
- I
- J
- K
- L
- M
- N
- O
- P
- Q
- R
- S
- T
- U
- V
- W
- X
- Y
- Z

- Esplanade André-Tollet
- Square André-Tollet
- Impasse des Arbalétriers (Voie B/3 est le nom officiel)
- Passage Alombert
- Passage de l'Ancre
- Rue des Archives
- Allée Arnaud-Beltrame
- Rue des Arquebusiers

### B
- Haut – A
- B
- C
- D
- E
- F
- G
- H
- I
- J
- K
- L
- M
- N
- O
- P
- Q
- R
- S
- T
- U
- V
- W
- X
- Y
- Z

- Rue Bailly
- Rue Barbette
- Passage Barrois
- Rue de Béarn
- Impasse Beaubourg
- Rue Beaubourg
- Rue de Beauce
- Boulevard Beaumarchais
- Rue Béranger
- Rue Bernard-de-Clairvaux
- Place Bernard-Lazare
- Impasse Berthaud
- Rue Blondel
- Rue Borda
- Rue du Bourg-l'Abbé
- Passage Brantôme
- Rue Brantôme
- Rue de Braque
- Rue de Bretagne

### C
- Haut – A
- B
- C
- D
- E
- F
- G
- H
- I
- J
- K
- L
- M
- N
- O
- P
- Q
- R
- S
- T
- U
- V
- W
- X
- Y
- Z

- Rue Caffarelli
- Rue Chapon
- Rue Charles-François-Dupuis
- Rue Charlot
- Passage du Commerce-Saint-Martin
- Rue Commines
- Rue Conté
- Rue de la Corderie
- Rue des Coutures-Saint-Gervais
- Rue Cunin-Gridaine

### D
- Haut – A
- B
- C
- D
- E
- F
- G
- H
- I
- J
- K
- L
- M
- N
- O
- P
- Q
- R
- S
- T
- U
- V
- W
- X
- Y
- Z

- Rue Debelleyme
- Cité Dupetit-Thouars
- Rue Dupetit-Thouars

### E
- Haut – A
- B
- C
- D
- E
- F
- G
- H
- I
- J
- K
- L
- M
- N
- O
- P
- Q
- R
- S
- T
- U
- V
- W
- X
- Y
- Z

- Place Élisabeth-Dmitrieff
- Rue Elzévir
- Rue Eugène-Spuller

### F
- Haut – A
- B
- C
- D
- E
- F
- G
- H
- I
- J
- K
- L
- M
- N
- O
- P
- Q
- R
- S
- T
- U
- V
- W
- X
- Y
- Z

- Boulevard des Filles-du-Calvaire
- Rue des Filles-du-Calvaire
- Rue du Foin
- Rue des Fontaines-du-Temple
- Rue du Forez
- Rue de Franche-Comté
- Rue des Francs-Bourgeois
- Rue Froissart

### G
- Haut – A
- B
- C
- D
- E
- F
- G
- H
- I
- J
- K
- L
- M
- N
- O
- P
- Q
- R
- S
- T
- U
- V
- W
- X
- Y
- Z

- Rue Gabriel-Vicaire
- Rue du Grand-Veneur
- Passage des Gravilliers
- Rue des Gravilliers
- Rue Greneta
- Rue du Grenier-Saint-Lazare

### H
- Haut – A
- B
- C
- D
- E
- F
- G
- H
- I
- J
- K
- L
- M
- N
- O
- P
- Q
- R
- S
- T
- U
- V
- W
- X
- Y
- Z

- Rue des Haudriettes
- Rue de Hesse
- Passage de l'Horloge-à-Automates

### M
- Haut – A
- B
- C
- D
- E
- F
- G
- H
- I
- J
- K
- L
- M
- N
- O
- P
- Q
- R
- S
- T
- U
- V
- W
- X
- Y
- Z

- Rue Madame-de-Sévigné
- Rue au Maire
- Passage du Maure
- Passage des Ménétriers
- Passage Meslay
- Rue Meslay
- Rue Michel-Blanc
- Rue Michel-le-Comte
- Rue des Minimes
- Passage Molière
- Place Monique-Antoine
- Rue Montgolfier
- Rue de Montmorency

### N
- Haut – A
- B
- C
- D
- E
- F
- G
- H
- I
- J
- K
- L
- M
- N
- O
- P
- Q
- R
- S
- T
- U
- V
- W
- X
- Y
- Z

- Place Nathalie-Lemel
- Cité Noël
- Rue de Normandie
- Rue Notre-Dame-de-Nazareth

### O
- Haut – A
- B
- C
- D
- E
- F
- G
- H
- I
- J
- K
- L
- M
- N
- O
- P
- Q
- R
- S
- T
- U
- V
- W
- X
- Y
- Z

- Rue des Oiseaux
- Place Olympe-de-Gouges
- Passage des Orgues
- Rue aux Ours

### P
- Haut – A
- B
- C
- D
- E
- F
- G
- H
- I
- J
- K
- L
- M
- N
- O
- P
- Q
- R
- S
- T
- U
- V
- W
- X
- Y
- Z

- Place Pan-Yuliang
- Rue Papin
- Rue du Parc-Royal
- Rue du Pas-de-la-Mule
- Rue Pastourelle
- Place Patrice-Chéreau[1]
- Rue Paul-Dubois
- Rue Payenne
- Rue du Perche
- Rue de la Perle
- Rue Perrée
- Rue de Picardie
- Impasse de la Planchette
- Rue de Poitou
- Passage du Pont-aux-Biches
- Rue du Pont-aux-Choux
- Rue Portefoin

### Q
- Haut – A
- B
- C
- D
- E
- F
- G
- H
- I
- J
- K
- L
- M
- N
- O
- P
- Q
- R
- S
- T
- U
- V
- W
- X
- Y
- Z

- Rue des Quatre-Fils
- Rue Quincampoix

### R
- Haut – A
- B
- C
- D
- E
- F
- G
- H
- I
- J
- K
- L
- M
- N
- O
- P
- Q
- R
- S
- T
- U
- V
- W
- X
- Y
- Z

- Rue Rambuteau
- Rue Réaumur
- Place Renée-Vivien
- Place de la République
- Rue Roger-Verlomme
- Rue du Roi-Doré
- Cour de Rome

### S
- Haut – A
- B
- C
- D
- E
- F
- G
- H
- I
- J
- K
- L
- M
- N
- O
- P
- Q
- R
- S
- T
- U
- V
- W
- X
- Y
- Z

- Impasse Saint-Claude
- Rue Saint-Claude
- Boulevard Saint-Denis
- Rue Sainte-Anastase
- Rue Sainte-Apolline
- Passage Sainte-Avoie
- Passage Sainte-Élisabeth
- Rue Sainte-Élisabeth
- Rue Saint-Gilles
- Boulevard Saint-Martin
- Rue Saint-Martin
- Rue de Saintonge
- Rue Salomon-de-Caus
- Boulevard de Sébastopol
- Ruelle Sourdis

### T
- Haut – A
- B
- C
- D
- E
- F
- G
- H
- I
- J
- K
- L
- M
- N
- O
- P
- Q
- R
- S
- T
- U
- V
- W
- X
- Y
- Z

- Boulevard du Temple
- Rue du Temple
- Carrefour des Théâtres
- Place Theodor-Herzl
- Place de Thorigny
- Rue de Thorigny
- Rue des Tournelles
- Rue de Turbigo
- Rue de Turenne

### V
- Haut – A
- B
- C
- D
- E
- F
- G
- H
- I
- J
- K
- L
- M
- N
- O
- P
- Q
- R
- S
- T
- U
- V
- W
- X
- Y
- Z

- Rue Vaucanson
- Passage Vendôme
- Passage du Vertbois
- Rue du Vertbois
- Rue des Vertus
- Rue Vieille-du-Temple
- Rue Villehardouin
- Rue Volta
- Place des Vosges